# Ян Павло Воронич
Ян Павло Воронич (пол. Jan Paweł Woronicz, 3 липня 1757 — 6 грудня 1829) — польський поет, письменник, діяч Католицької церкви. Єпископ краківський, архієпископ варшавський, примас Королівства Польського.

## Біографія
Народився на Волині в полонізованої русинської шляхетській родині Воронич герба Гербурт (Павенжа) . Навчався в єзуїтів в Острозі . Там же вступив в орден єзуїтів, однак в зв'язку з знищення ордена в 1773 був висвячений в католицькі священики.
У 1783 служив священиком в Ліве. Пізніше став апостольським протонотарієм, каноніком київським.
Учасник комісії чотирирічний сейм з розгляду релігійних питань. Автор тексту виступів на сеймі єпископів К. Колони-Цецішовского і Мацея Гарнич .
З 1794 року - канонік Хелмінской єпархії.
Під час повстання Костюшка був комісаром комісії з упорядкування справ у Мазовії.
12 березня 1795 року стало каноніком варшавським, а з листопада 1797 - каноніком вроцлавським. У 1803-1815 рр. служив священиком недалеко від Варшави в церкві Святої Єлизавети . Брав участь в роботі столичного товариства друзів науки.
Після виникнення Варшавського герцогства в 1806 році він був призначений членом Військово-адміністративної палати, а в 1808 році - членом Державної ради. У 1810 році став членом відділення внутрішніх справ і релігійних обрядів. У 1812 році увійшов до складу Генеральної конфедерації Королівства Польського .
Найвищим указом імператора Олександра I в 1815 році був призначений єпископом краківським і сенатором Царства Польського.
У 1827 році став Архієпископом Варшавським і примасом Царства Польського .
24 травня 1829 року провів урочисту коронацію імператора Миколи I на польський престол.

## Творчість
Знайомство з сімейством Чарторийських і, в першу чергу, з графинею Ізабеллою Чарторийських надихнуло Воронича на створення кращого свого твору - поему «Святиня Сібілли» (пол. Świątynia Sybilli ).

## Вибрані твори
- Zjawienie Emilki ,
- Świątynia Sybilli,
- Hymn do Boga.